# اتحاد بيلاروس لكرة القدم

الشعار السابق للاتحاد البيلاروسي

تأسس اتحاد بيلاروس لكرة القدم (بالبيلاروسية: Беларуская федэрацыя футбола) في عام 1989م وانضم إلى الاتحاد الدولي لكرة القدم في 1992م وانضم إلى الاتحاد الأوروبي لكرة القدم في 1993م.